# Dworzanin polski
Dworzanin polski – zwierciadło Łukasza Górnickiego, będące parafrazą traktatu Il cortegiano Baltazara Castiglione. 

## Przekład czy parafraza?
Manierą epoki Łukasza Górnickiego było tłumaczenie zagranicznych dzieł tak, aby zachować formę i rytm oryginału, nie trzymano się jednak ściśle treści. Górnicki starał się dopasować Dworzanina do polskich realiów. Polak wyrzucił wiele wątków - spośród 100 anegdot zachował 40 oryginalnych i dodał 40 własnych. Podkreślił także ważną rolę dialogu znamienitych postaci: Wojciecha Kryskiego, Stanisława Maciejowskiego, Andrzeja Kostki, Aleksandra Myszkowskiego, Jana Dreśniaka, Stanisława Wapowskiego, Stanisława Bojanowskiego i Stanisława Lupy Podlodowskiego (teścia Jana Kochanowskiego). Te osobistości na kartach Dworzanina polskiego spotkały się w 1549 roku w rezydencji biskupa Samuela Maciejowskiego w podkrakowskim Prądniku (w oryginale był to dwór Guidobalda Montefeltro w Urbino). Z ich rozmów wyłania się wizerunek idealnego dworzanina, łączącego pochodzenie i maniery z wykształceniem, powściągliwością i honorem. W przekazie można zauważyć odniesienia do atmosfery ówczesnego Krakowa, dworów magnackich i dworu królewskiego.
Za ten utwór Górnicki otrzymał w 1561 roku tytuł szlachecki i herb Ogończyk.

## Zmiany w stosunku do oryginału
Dworzanin polski składa się z czterech ksiąg. W przedmowie autor wyjaśnia, dlaczego dokonał zmian względem oryginału. Jedną z nich było wykreślenie postaci kobiecych, które w oryginale oddawały klimat włoskiego dworu. Usunięcie wątków homoerotycznych Górnicki usprawiedliwił słowami: "ten zły zwyczaj do nas nie przyszedł i dlatego szkoda go też było i wspominać". Wersy o filozofii, muzyce i literaturze Górnicki zastąpił opisami języka polskiego. Wszyscy rozmówcy to autentyczne postacie historyczne, jednak spotkanie w takim gronie w rzeczywistości nie miało miejsca.